# Gracias Martín
Gracias Martín es el octavo álbum del grupo mexicano Los Caminantes, lanzado en 1987 por medio de Luna Records. También es un álbum de homenaje dedicado al teclista Martín Ramírez, el hermano menor de Agustín, Brígido, y Horacio Ramírez. Martín murió trágicamente en un accidente de autobús de la gira a principios de año del lanzamiento del álbum. En esta producción se integra Mario Sotelo en los teclados

## Lista de canciones
| #  | Canción                   | Duración | Compositores            |
| -- | ------------------------- | -------- | ----------------------- |
| 01 | "Todo Me Gusta De Ti"     | 2:51     | Agustín Ramírez         |
| 02 | "Esperando Estás"         | 3:01     | Martín Ramírez          |
| 03 | "Y Dicen"                 | 2:32     | Alejandro Guzmán Mayer  |
| 04 | "El Toro Barcino"         | 3:01     | Roberto Fausto          |
| 05 | "Batiendo Mi Chocolate"   | 2:52     | Salomón Muñoz           |
| 06 | "Ya No Quiero Tu Cariño"  | 2:54     | Brígido Ramírez         |
| 07 | "Te Vi Partir"            | 2:59     | Horacio Ramírez         |
| 08 | "Y Mis Lágrimas Bebí"     | 2:21     | Isidro Emmanuel         |
| 09 | "Que Linda Eres"          | 3:12     | Cornelio Reyna Cisneros |
| 10 | "Tu Amor y Mis Recuerdos" | 2:52     | Josué                   |

- Datos: Q796437